# Río Jiu
El río Jiu (en rumano: Râul Jiu; en latín, Rabon) es un río que discurre por el sur de Rumania. Se forma cerca de Petroşani por la unión de sus dos cabeceras, los ríos Jiul de Vest y Jiul de Est. 
Fluye hacia el sur a través de los condados rumanos de Hunedoara, Gorj y Dolj antes de desembocar en el río Danubio unos pocos kilómetros aguas arriba de la ciudad búlgara de Oryahovo, a 331 kilómetros de sus fuentes. Tiene una cuenca de 10 070 km².
El valle de Jiu superior, alrededor de Petroşani y Lupeni, es la principal región minera de Rumania. 